# Vega de Tera

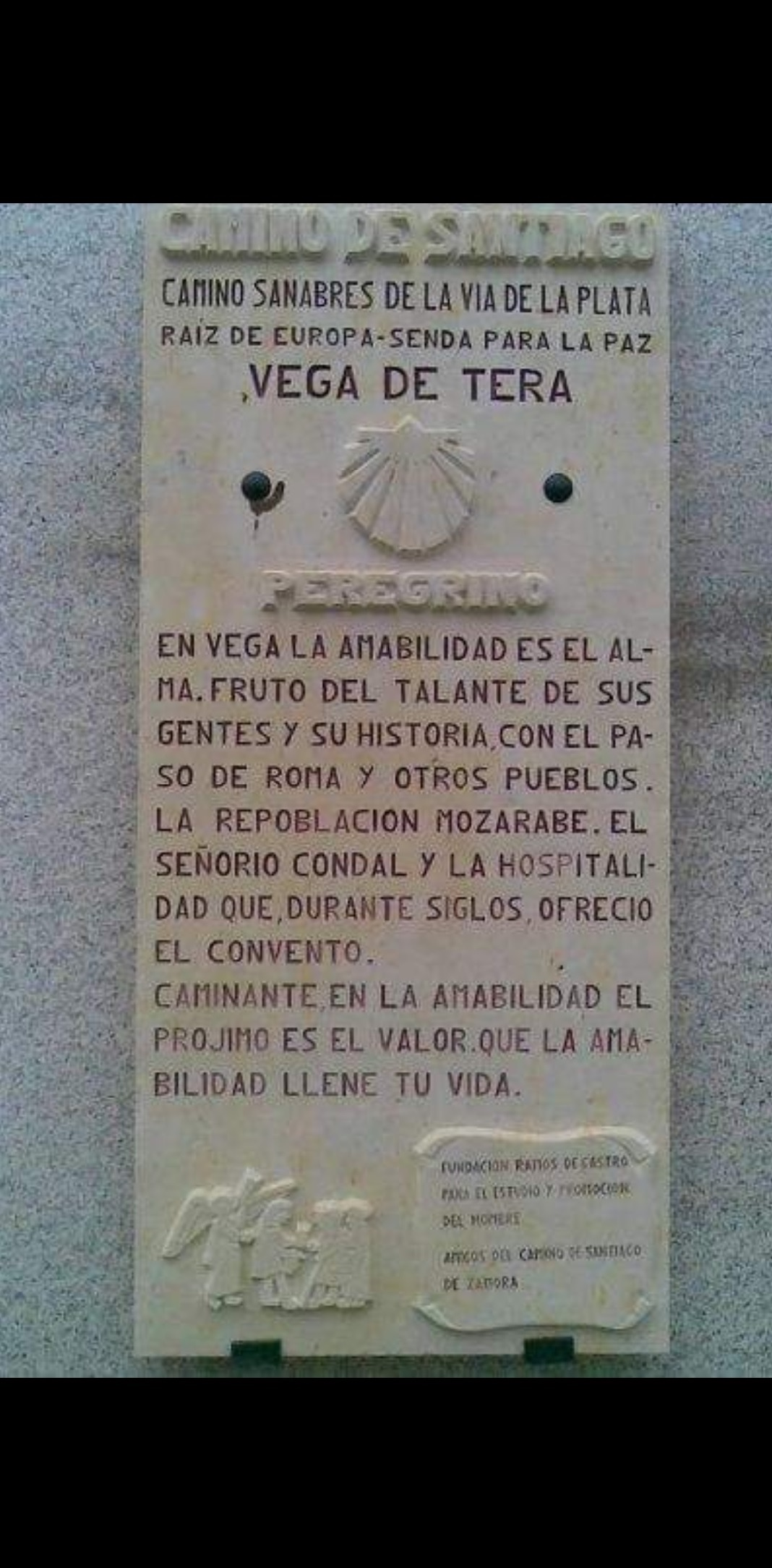
Vega de Tera en el Camino de Santiago Sanabrés

Vega de Tera es un municipio y localidad española de la provincia de Zamora, en la comunidad autónoma de Castilla y León.
Se encuentra ubicado en el Camino de Santiago Sanabrés y en la Ruta de la Plata. Esta localidad conjuga su belleza artística, reflejada en los restos de la arquitectura basada en tapia de barro, canto rodado y teja, con la paisajística, ya que cuenta con una exuberante naturaleza propiciada por su proximidad al río Tera, situado a escasos 200 m de la población. También se sitúa en las proximidades del pantano del Agavanzal, con unos bellos rincones paisajísticos a lo largo de varios kilómetros entre encinas, jaras y multitud de pequeñas playas de agua transparente. Entre sus edificios destaca la iglesia parroquial de San Pelayo con una esbelta espadaña, dentro de un entorno que deja entrever antiguos conventos y claustros, de los que hoy apenas queda ya constancia.

## Geografía
Integrado en la comarca de Benavente y Los Valles, está situado a 79 kilómetros de la capital provincial. El término municipal está atravesado por la autovía de las Rías Bajas A-52 y la carretera nacional N-525 entre los pK 34 y 46. Su término municipal incluye otras tres localidades: 
- Calzada de Tera con una iglesia parroquial en honor de San Jorge y ermita dedicada a San Vicente Mártir, sus dos monumentos más importantes. Se encuentra a 4 km de Vega de Tera, donde está el ayuntamiento.
- Junquera de Tera con su conocida plaza de 'El Rollo' y del otro lado de la carretera, su parque e iglesia. A 3 km de Vega de Tera.
- Milla de Tera, situado a 4 km de Vega de Tera y a un escaso kilómetro de Junquera y que, como éste, tiene en su iglesia parroquial su edificio más destacado.

El relieve del municipio es predominantemente llano, estando caracterizado por el valle del río Tera, que discurre por el sureste del municipio de oeste a este, incluyendo parte del embalse de Nuestra Señora del Agavanzal. El norte del municipio es algo más irregular, con elevaciones dispersas. La altitud del territorio oscila entre los 855 metros en una elevación al oeste y los 736 metros a orillas del río Tera. La localidad se alza a 749 metros sobre el nivel del mar. 
| Noroeste: Rionegro del Puente | Norte: San Pedro de Ceque                     | Noreste: Camarzana de Tera                   |
| Oeste: Rionegro del Puente    |                                               | Este: Camarzana de Tera                      |
| Suroeste: Rionegro del Puente | Sur: Rionegro del Puente y Calzadilla de Tera | Sureste: Calzadilla de Tera y Melgar de Tera |

## Historia

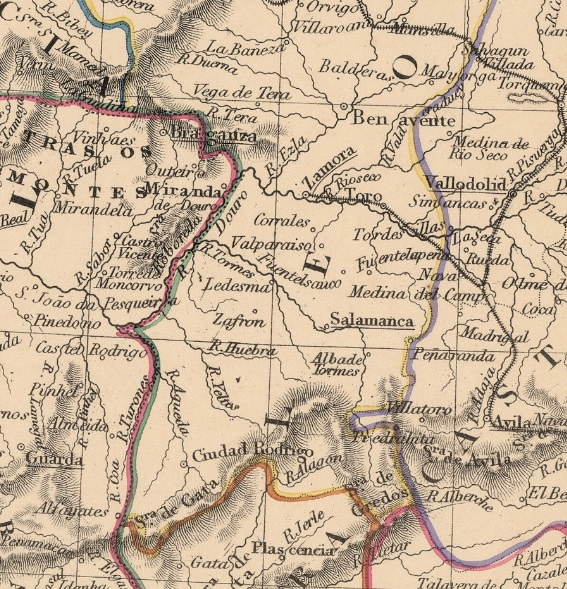
Detalle del mapa Spain and Portugal in provinces, realizado en 1838 por J. & C. Walker, en el que se puede apreciar Vega de Tera

En la Edad Media, el territorio en el que se asienta la localidad quedó integrado en el Reino de León, cuyos monarcas habrían emprendido la fundación del pueblo.
Posteriormente, en la Edad Moderna, Vega de Tera fue una de las localidades que se integraron en la provincia de las Tierras del conde de Benavente y dentro de esta en la receptoría de Benavente.
No obstante, al reestructurarse las provincias y crearse las actuales en 1833, la localidad pasó a formar parte de la provincia de Zamora, dentro de la Región Leonesa, quedando integrada en 1834 en el partido judicial de Benavente.

## Geografía humana

### Demografía
Cuenta con una población de 287 habitantes (INE 2024).
| Gráfica de evolución demográfica de Vega de Tera entre 1842 y 2021 |
| |
| Población de derecho según los censos de población del INE Población de hecho según los censos de población del INEEntre el censo de 1857 y el anterior, crece el término del municipio porque incorpora a 495022 (Calzada de Tera), 495065 (Junquera de Tera) y 495077 (Milla de Tera) |

| 629           | 549 | 496 | 459 | 406 | 391 | 360 |
| (Fuente: INE) |     |     |     |     |     |     |

El municipio incluye las localidades de Calzada, Junquera, Milla y Vega, esta última la capital municipal.
| Población | 137 | 115 | 68 | 71 |

## Cultura

### Patrimonio
Entre sus edificios destaca la iglesia parroquial de San Pelayo, con una esbelta espadaña. En el entorno de esta localidad existieron antiguos conventos y claustros de los que hoy apenas queda ya constancia.

### Fiestas
El 17 de enero se celebra la festividad de San Antonio. Cada año, un vecino se encarga de sufragar los gastos, al que llaman mayordomo. Para ello recauda de cada vecino dinero u ofrendas, las cuales se subastan para obtener el dinero necesario para pagar los actos religiosos y otras actividades. Los vecinos son invitados a vino y escabeche en la plaza del pueblo.
La fiesta patronal es el día 26 de junio, San Pelayo, al que se honra con una misa solemne con procesión del Santo por una de las calles del pueblo que conduce a "la fuente", bordeándola y regresando a la iglesia por otra de las calles. Por la tarde, algunos años era tradición los grupos de bailes regionales, venidos desde la capital. Por la noche un grupo de música ameniza la verbena.
Durante la segunda semana de agosto la "Asociación Cultural San Facundo", compuesta por numerosos vecinos del pueblo, mayoritariamente que residen en Madrid, País Vasco, Cataluña o Valladolid durante el año, mediante sus aportaciones privadas y sin contar con ningún apoyo económico del Ayuntamiento, organiza varias actividades, entre ellos los tradicionales juegos populares (la "calva", que es el más tradicional, la rana, la petanca, lanzamiento de tito de aceituna,...), juegos de mesa (ajedrez, parchís, damas, cartas,... etc) y el tradicional concurso de "tute" y "brisca", con participantes de distintas localidades de la comarca, los juegos de cartas más tradicionales de la zona. Además se organizan competiciones deportivas para todas las edades (ping-pong, fútbol, paddel, voleibol, waterpolo en la piscina...), rutas para hacer caminando, en bicicleta, quads,... A lo largo de esta semana, también son muy comunes, la realización de cenas al aire libre, habitualmente con carne de caza mayor cocinada mediante exquisitas recetas tradicionales al fuego de leña de encina, jara y sarmientos, el concurso de tortillas realizadas con huevos de corral y patatas de la zona donde participan de forma voluntaria los vecinos del pueblo. La actuación de un grupo musical y la presencia de varias tómbolas y castillos hinchables el jueves de la Semana Cultural ponen la nota festiva y juvenil a la Semana Cultural. Gracias a estas fiestas de agosto, pagadas en su totalidad por aportaciones privadas de sus socios, se ha conseguido revitalizar al pueblo logrando que la segunda semana de agosto sea cita obligada de todas las personas que residen en otros lugares y desean seguir cultivando y manteniendo aún sus raíces con Vega de Tera. Los niños pequeños y los jóvenes desean lleguen estas fiestas para encontrarse con sus amigos con orígenes en Vega de Tera, o con los pocos que aún residen allí durante todo el año, siendo Vega de Tera el mejor lugar de destino de las vacaciones para la mayoría de ellos, de todas las edades.